# فهرست اصطلاحات سینما و تئاتر
اَکتور(Actor): بازیگر، هنرپیشه مرد.
اَکتریس(actress): بازیگر، هنرپیشه زن.
آمفی‌تئاتر: محل نشستن تماشاچیان در فضای باز و ردیف‌های دایره و نیم‌دایره.
آمفی تئاترها در گذشته و دوران باستان به صورت فضای کاملاً باز و بدون سقف بودند و امروزه معمولاً به صورت فضاهای بسته ساخته می‌شوند.
آرتیست: هنرمند (معمولاً دارندهٔ نقش اول).
اِستودیو: محل تهیه فیلم.
پروژکتور: نورافکن فیلم.
پی اس : نمایشنامه.
پلان: پلان یا نما یا شات از نظر فنی، عبارت است از تصویر یا تصاویری که در یک زمان ممتد کار دوربین یعنی از زمان به کار افتادن دوربین تا متوقف شدن آن، روی نوار فیلم ثبت می‌شود.
پرسوناژ: بازیگران تئاتر یا سینما. شخص سرشناس. شخصیت بازی که داخل حوادث و موضوع نمایشنامه یا داستان باشد.
تراژدی: غم‌انگیز.
تروکاژ: حقه‌های سینمایی.
دکور: عوامل تزیینی مانند نقاشی، وسیله، اثاث.
رل: نقش.
سانسور: حذف کردن قسمتی از فیلم یا نمایش.
سوژه: موضوع فیلم یا داستان.
سناریو: فیلم‌نامه یا همان متنی که کارگردان از روی آن، فیلم می‌سازد.
سن: صحنه یا محل نمایش.
سکانس: هر فصل از فيلم‌نامه را يك سكانس مي‌گويند. عملیات ممتد و مداومِ بدون مکث و توقف.
کمدی: خنده‌آور.
گریم: آرایش صورت هنرپیشه‌ها.
لژ: محل مخصوص و مجزا.
اتالوناژ (تصحیح رنگ در فیلم): به اصلاح رنگ و نور فیلم در مرحلهٔ پایانی تدوین می‌گویند که در آن، نور و رنگ تصاویر به گونه‌ای همسان اصلاح می‌شوند.
آرک: نوری قوی و سفید رنگ با درجه حرارت ۵۶۰۰ کلوین همانند نور روز.
اسکوپ: فیلم پرده عریض سینمایی است که هنگام نشان دادن در تلویزیون سیاهی در بالا و پایین تصویر دیده می‌شود.
آنونس: فیلم کوتاهی که برای تبلیغ و معرفی یک فیلم تهیه می‌شود.
انیمیشن: به نقاشی متحرک گفته می‌شود یا به اصطلاح، به فیلم‌های کارتونی نیز می‌گویند.
آیریس: آیریس یا دیافراگم، قطعه‌ای تعبیه شده در دوربین فیلمبرداری و عکاسی است که ساختمانی مانند عنبیه چشم دارد و میزان نوردهی به نگاتیو را کنترل می‌کند.
ایستمن کالر: نوعی نسخهٔ منفی فیلم رنگی است که پس از تکنی کالر و برای رفع نقایص آن، ابداع شد. در تکنیک تکنی کالر به علت استفاده از سه نوار فیلم، دوربینی سنگین‌تر و بزرگتر از دوربین‌های عادی لازم بود؛ اما فیلم رنگی ایستمن کالر در دوربین‌های عادی قابل استفاده بود. همچنین سهولت کار و ارزانی و امکان چاپ در تمامی لابراتوارهای چاپ رنگی از دیگر مزایای ایستمن کالر است.
اینسرت: تصویر کوتاهی که رابط دو تصویر دیگر است.
بازگشت به گذشته (فلش بک): نمایش صحنه‌های اتفاق افتاده در گذشته که در حال حاضر نشان داده می‌شود.
برداشت: به فیلم‌برداری از یک صحنه، برداشت می‌گویند. برداشت، ممکن است که بارها تکرار شود. برداشت می‌تواند نمایی چند ثانیه‌ای یا چند دقیقه‌ای باشد.
برداشت طولانی: نمای طولانی یا سکانسی که بدون قطع در یک برداشت گرفته شود.
برداشت مجدد: فیلم‌برداری مجدد از صحنه‌ای که مورد قبول کارگردان واقع نشده‌است. ممکن است به دلیل ایراد در بازی، گفت‌وگو، نور، صدا و ورود غیر منتظرهٔ افراد به کادر یا هر ایراد غیرقابل پیش‌بینی دیگر، برداشت مجدد صورت می‌گیرد.
برش (قطع یا کات): قطع صحنه یا نما، اصطلاحی است تدوینی (مونتاژی) که با برش راش‌ها در نهایت فیلم توسط مونتاژگر بر اساس دکوپاژ آماده می‌شود.
بک گراند: صداها، اجسام و مناظری را که در عمق تصویر دیده یا شنیده می‌شوند بک گراند می‌گویند.
بوم: بوم میلهٔ قابل انعطافی است که میکروفون را بر سر آن، نصب می‌کنند و برای صدابرداری به کار می‌رود. کاربرد آن، نزدیک‌ساختن میکروفون به بازیگران در حال گفت‌وگو یا منابع صدایی مختلف است.
پال: نوعی سیستم رنگی ضبط وپخش ویدئویی که اکنون درایران استفاده می‌شود.
پانا ویژن: نوعی روش فیلم‌برداری برای نمایش بر روی پردهٔ عریض است که روی فیلم نگاتیو۷۰ میلی‌متری انجام می‌شود؛ سپس این نگاتیو یا روی فیلم پوزتیو ۷۰ میلی‌متری نمایش داده می‌شود یا از طریق عدسی آنامورفیک روی فیلم ۳۵ میلی‌متری چاپ می‌گردد. در نهایت، فیلم ۳۵ میلی‌متری به وسیلهٔ عدسی دیگری منبسط و روی پردهٔ نمایش تابانده می‌شود.
پرده: دیوار سفید یا هر آویز دیگری را که فیلم بر روی آن به نمایش در می‌آید می‌گویند. پرده‌های امروزین، حساس و مشبکند و نورهای اضافی و اذیت‌کننده را از خود عبور می‌دهند و تصویر را شفافتر از گذشته به معرض نمایش می‌گذارند.
پرده عریض: پرده عریض به ابعاد تصویری گفته می‌شود که در مقایسه با استاندارد تصویر ۳۵ میلی‌متری که ۳۳/۱ به ۱ می‌باشد (اگر طول تصویر ۳۳/۱ متر باشد عرض آن ۱ متر خواهد بود) دارای استاندارد آمریکایی ۸۵/۱ به ۱ است.
پس زمینه (بک گروند): هر چیزی که در انتهای صحنه و بعد از موضوع اصلی واقع شده باشد.
پلاتو: صحبت‌های مجری برنامه تلویزیونی که در ابتدا، وسط و انتهای برنامه اجرا می‌گردد.
پلان (نما): از لحظهٔ روشن شدن دوربین فیلمبرداری تا لحظه‌ای که کارگردان کات می‌دهد، یک پلان شکل می‌گیرد. پلان گاهی در برداشتی بسیار بلند انجام می‌گیرد که به آن، پلان سکانس گفته می‌شود. هر صحنه از یک یا چند پلان تشکیل شده‌است.
پن: حرکت دوربین بر محور ثابت به سمت راست و چپ، مانند آدمی که ثابت ایستاده و با گردش سر حول محور گردن، به سمت راست یا چپ نگاه می‌کند. این نگاه ممکن است نرم و آرام یا تند و سریع باشد.
پن شلاقی: چرخش سریع دوربین از نقطه‌ای به نقطهٔ دیگر که در اثر آن، تصویر ناواضحی از صحنه یا صحنه‌ها به چشم تماشاگر می‌آید. این تمهید معمولاً برای نقطه‌گذاری در فیلم‌های خاصی به کار می‌رود.
نمای دید پرنده : نمای گرفته شده توسط دوربین هنگامی که مانند پرنده زاویه دید از بالا به پایین باشد.
پوزتیو: نسخه مثبت از فیلم که در لابراتوار از روی نگاتیو (منفی) تهیه می‌شود و تصویر واقعی سوژه است.
تایتل: هر نوشته‌ای که روی تصویر می‌آید.
تیتراژ: قسمت ابتدا و انتهای برنامه که به معرفی برنامه و عوامل ساخت می‌پردازد.
تدوین (مونتاژ): تدوین مرحلهٔ بعد از اتمام فیلم‌برداری است که نماها بر اساس خط داستانی فیلم‌نامه کنار هم چیده می‌شوند. در این مرحله، نماها و صداهای مختلف، خط روشن و روانی پیدا می‌کنند. در تدوین، فیلم، ضرباهنگ و ریتم مورد نظر را پیدا می‌کند و اندازهٔ زمانی نما و نقطهٔ قطع هر نما مشخص می‌شود، به گونه‌ای که انتقال از صحنه‌ای به صحنه‌ای دیگر، نرم و بی‌پرش و بدون در ذوق زدن انجام می‌پذیرد.
تدوینگر: تدوین‌گر، هنرمندی است که کار تدوین فیلم را ماهرانه سامان می‌دهد. وی مسئولیت ترکیب نماها و انطباق نوارهای صدا با نماها را به عهده دارد. دستاورد کار تدوین‌گر پیدا کردن ریتم و ضرباهنگ و همسان شدن همهٔ اجزاء فیلم است. در واقع، اندازه نماها و سکانس‌ها و چگونگی استفاده از تمهیدات ویژهٔ سینمایی در این مرحله انجام می‌گیرد.
تراولینگ: حرکت دوربین به جلو یا عقب صحنه بر روی ریل را تراولینگ می‌گویند.
تکنی کالر: تکنی کالر نخستین شیوهٔ موفقیت‌آمیز فیلم‌برداری رنگی است که در سال ۱۹۱۵ ابداع و در سال ۱۹۳۲ تکمیل شد.
تروکاژ (حقه‌های سینمایی): به‌طور کل به جلوه‌های ویژه گفته می‌شود مانند انفجار، افکت‌های کامپیوتری… .
تیلت: حرکت دوربین به صورت عمودی (بالاو پایین) بر محور ثابت، مانند پایین و بالا بردن سر انسان. به حرکت رو به بالا تیلت آپ و به حرکت رو به پایین، تیلت دون گفته می‌شود.
جامپ کات (پرش تصویری): کات نادرست یا پرش در تصویر.
جلوه‌های اپتیکی: کلیه افه‌های تصویری (فید این و فید اوت، دیزالو، وایپ) و هر تکنیکی که از چاپ نوری استفاده می‌کند.
جلوه‌های صوتی: سر و صداهای متفرقه، مانند صدای پا، باز و بسته شدن در… که علاوه بر صدای هم‌زمان (موسیقی و گفتار) به باند صدای فیلم اضافه می‌شود.
جلوه‌های ویژه: عبارت است از ترفندها و روش‌هایی که به وسیلهٔ آن‌ها می‌توان صحنه‌ای را که اتفاق نیفتاده است و گاه اساساً رخ دادنی نیست، به گونه‌ای نشان داد که گویی اتفاق افتاده‌است. جلوه‌های ویژه معمولاً در صحنه‌هایی شامل آتش‌سوزی، انفجار، زلزله، سفر به سرزمین رؤیاها… به کار می‌رود.
چند دوربینه: استفاده از چند دوربین برای فیلم‌برداری صحنه‌های گران که امکان تکرار آن، وجود ندارد؛ همچون: تصادف، انفجار… .
حرکت (اکشن): ۱- فرمانی است که کارگردان سر صحنهٔ فیلم‌برداری برای شروع کار به بازیگران می‌دهد. این فرمان معمولاً بعد از آمادگی نور، صدا و دوربین صادر می‌شود و کارگردان به ترتیب می‌گوید «نور، صدا، دوربین» و اگر ایرادی در عملکرد شروع این مرحله پیش نیاید دستور «حرکت» می‌دهد. ۲- اکشن به رویداد مقابل دوربین نیز گفته می‌شود. ۳- در اصطلاح به فیلم‌های پُر از زد و خورد با حرکات فراوان دوربین و ریتم پرهیجان و سریع تدوین نیز گفته می‌شود.
حرکت آرام (اسلوموشن): حرکت کندتر از معمول اشیا و آدم‌ها بر پرده سینما یا صفحهٔ تلویزیون. برای دستیابی به این نوع حرکت، فیلم با دور تند ۴۸ کادر در ثانیه فیلم‌برداری می‌شود. اسلوموشن به حرکت آدم‌ها حالتی شکوهمند و باوقار می‌دهد و بر جزئیات تأکید دارد. در تصویربرداری دیجیتال، این عمل در حین تدوین انجام می‌گیرد.
حرکت سریع (فست‌موشن): به حرکت سریع‌تر از معمول اشیا و آدم‌ها بر پرده یا صفحهٔ تلویزیون گفته می‌شود؛ برای مثال، فیلم‌های صامت چارلی چاپلین را می‌توان نام برد (۱۸ فریم در ثانیه). برای دست یافتن به چنین حرکتی، فیلم با سرعت کمتر از ۲۴ کادر در ثانیه فیلم‌برداری می‌شود. در تصویربرداری دیجیتال، این عمل در حین تدوین انجام می‌گیرد.
خارجی: نمایی است که در فضای باز، فیلم‌برداری می‌شود و یکی از کلمات راهنمایی است که بالای هر صحنه از «فیلم‌نامه» نوشته می‌شود؛ همچون: خارجی. خیابان. شب.
داخلی: نمایی است که در مکان سرپوشیده فیلم‌برداری می‌شود و یکی از کلمات راهنمایی است که بالای هر صحنه از «فیلم‌نامه» نوشته می‌شود؛ همچون: داخلی، آپارتمان، روز.
دالی: دالی ارابه‌ای است با چهار چرخ که فیلمبردار روی آن سوار می‌شود و بسته به دکوپاژ از موضوع دور یا نزدیک می‌شود و همراه با موضوع یا درتعقیب موضوع حرکت می‌کند. دالی بر روی ریل یا روی چرخهای لاستیکی بادی اش حرکت می‌کند و صحنه‌های حرکتی به نرمی برداشت می‌شود.
دالی این: حرکت به جلو و نزدیک شدن به سوژه بر روی دالی.
دالی بک: حرکت به عقب و دورشدن از سوژه بر روی دالی.
دکوپاژ: تقطیع فنی فیلم‌نامه که در آن، صحنه‌ها به نماهای مشخصی تقسیم و در اصطلاح خرد می‌شود. در این مرحله، اندازهٔ نماها، زاویهٔ دوربین و حرکت دوربین توسط کارگردان معین می‌شود.
دکور صحنه: فضایی که به تقلید از یک مکان واقعی استودیو برای فیلم‌برداری آماده می‌شود.
دوبله: دوبله به برگردان زبان اصلی و گفتاری فیلم‌ها به زبان کشور نمایش دهنده فیلم (درایران، فارسی) گفته می‌شود.
دوربین روی دست: در این روش، دوربین یا در دست قرار می‌گیرد یا به بدن فیلم‌بردار وصل می‌شود و برای فیلم‌برداری فضاهای شبه مستند و خبری و تأثیرگذار به کار می‌رود؛ مانند فیلم‌های مستند جنگی مرتضی آوینی (روایت فتح) یا سکانس دادگاه در فیلم جدایی نادر از سیمین (اصغر فرهادی).
دیافراگم: دریچه‌ای به شکل عنبیهٔ چشم در دوربین فیلم‌برداری یا عکاسی است که بین نوار خام و عدسی قرار می‌گیرد و میزان نوردهی به نوار فیلم را کنترل می‌کند.
دیپ فوکوس: در عمق میدان وضوح یا ژرف‌نمایی، پیش‌زمینه و پس‌زمینهٔ تصویر، وضوح کامل دارد و قابل دیدن است و با لنز واید فیلم‌برداری می‌شود.
دیزالو: ساده‌ترین و پرکاربردترین افه تصویری است برای چسباندن دو تصویر پشت سر هم که باعث می‌شود تصویر اول در تصویر دوم محو بشود.
دیسک: از دو دههٔ پیش با رشد دستاوردهای دیجیتالی در صنعت سینما واژهٔ دیسک - که در فارسی به «لوح فشرده» ترجمه شده‌است - در سینما نیز رواج یافته است.
دفیوزر: ورقه‌ای از جنس پارچهٔ ریزبافت که جلوی منبع نور صحنه قرار می‌گیرد تا نور صحنه پخش شود و سایه روشن‌ها به اصطلاح، نرم گردد.
راش: تصاویر فیلم‌برداری شده (شات‌ها) بدون تغییر و بدون کم و زیاد. نسخهٔ چاپ شدهٔ نگاتیوهای فیلم‌برداری شده همراه با صدا را نیز راش می‌گویند که معمولاً برای بازبینی نماهای برداشت شدهٔ روزانه برای بررسی کیفیت آن‌ها از نظر بازی و تصویر، مورد استفاده قرار می‌گیرد.
راف کات: عبارت است از بریدن و چسباندن نماهای پی در پی بر اساس خط داستانی فیلم‌نامه بدون تطبیق شروع و پایان نماها با نماهای قبلی و بعدی و نیز بدون اضافه کردن باند صدا و موسیقی و حذف تصاویر راش‌های خراب و بی‌استفاده است؛ در واقع، مونتاژ اولیه است که تصاویر مورد استفاده را از راش‌ها انتخاب می‌کنند و پشت سر هم می‌چسبانند.
رج زدن: علامت‌گذاری صحنه‌های خاص. با توجه به پرهزینه بودن وسایل مختلف به‌کاررفته در ساخت فیلم، از تجهیزات فیلم‌برداری گرفته تا وسایل صحنه و به ویژه اجاره بهای مکان‌ها، دستیار کارگردان مجموعه نماهای مثلاً مربوط به یک هتل یا خانه یا موقعیت دیگر را - که در کل فیلم‌نامه پراکنده شده - بر اساس خط داستانی فیلم‌نامه کنار هم، ردیف کرده و آن را برای کارگردان مشخص می‌کند. همچنین چون برخی بازیگرها به دلایل حرفه‌ای یا به هر دلیل دیگر باید زودتر پروژه را ترک کنند، تمام نماهای مربوط به آن‌ها رج زده می‌شود. پس از رج زدن، با یک برنامه‌ریزی دقیق روزانه، فیلم‌برداری به سرعت انجام می‌شود وهزینه‌ها کاهش می‌یابد.
رول: حرکت (موشن) به صورت افقی.
رفلکتور: سطح نقره‌ای رنگی که نور در موقع تابیدن به آن، شدت می‌یابد. از این وسیله برای تاباندن نور خورشید به صحنه استفاده می‌شود.
روز به جای شب: با استفاده از فیلترهای خاص می‌توان در روز فیلم‌برداری و آن را به جای نمای شب استفاده کرد. این فیلترها حجم نور روز را کاهش می‌دهند.
زاویه (انگل): دوربین نسبت به سوژه، سه زاویه می‌تواند داشته باشد: اگر از بالا به پایین فیلم‌برداری شود به آن زاویهٔ سرپایین (های انگل) و اگر پایین به بالا فیلم‌برداری شود به آن زاویهٔ سربالا (لوانگل) گفته می‌شود. معیار زاویه سربالا یا سرپایین، دید مستقیم چشم است. فیلم‌برداری به موازات افق چشم را «آی لول» می‌گویند.
زاویهٔ دید (پوینت آف ویو): به نمایی گفته می‌شود که بیانگر گفت‌وگو بین دو نفر است و ابتدا یکی و بعد دیگری را در زاویهٔ عکس زاویهٔ قبلی به‌طور متناوب و یک در میان می‌بینیم.
زیبایی‌شناسی: زیبایی‌شناسی در حقیقت، بررسی علمی و نظام‌مند مفهوم زیبایی است. گرچه زیبایی را نمی‌توان امری فردی و سلیقه‌ای دانست، عموم مردم معمولاً در مورد زیبایی یا نازیبایی یک اثر ادبی یا فیلم به اتفاق نظر می‌رسند. کشف علل و عناصر دخیل درزیبا ماندن یک اثر یا فیلم درحوزهٔ دانش گستردهٔ زیبایی‌شناسی نهفته‌است.
1. زیرنویس: عبارت است از ترجمه متن گفت‌وگوها یا روایت فیلم و ثبت آن در حاشیهٔ پایین فیلم به زبان کشور نمایش دهندهٔ فیلم. معمولاً در نسخه‌ یا نسخه‌هایی که پخش جهانی دارند این کار انجام می‌شود.
2. ژانر: ژانر یا گونه به گروه فیلم‌هایی گفته می‌شود که دارای مشخصه‌های یکسانی هستند. تا کنون حداقل بیست ژانر و چندین زیرژانر توسط منتقدان سینمایی شمارش شده‌است که از جمله، می‌توان به ژانر کمدی، ژانر وسترن و ژانر علمی-تخیلی اشاره کرد.
3. ساب تایتل (زیرنویس): نوشته‌ای که فقط پایین تصویر نشان داده می‌شود.
4. سوپر ایمپوز: دو یا چند تصویر که به صورت محو، روی هم نشان داده می‌شود.
5. سبک: شیوهٔ استفاده از تکنیک‌های سینمایی مشخص که معمولاً برای فیلم‌سازان بزرگ، منحصر به فرداست و می‌تواند فیلم یا گروهی از فیلم‌های هم‌شکل را پدیدآورد.
6. سینک کردن: منطبق کردن تصاویر و صداهای مربوطه است که در مرحلهٔ صداگذاری انجام می‌شود.
7. سینما توگراف: دستگاه فیلم‌برداری و نمایش فیلم که توسط برادران لومیر اختراع و در سال ۱۸۹۵ به ثبت رسید.
8. سینما سکوپ: نوعی فیلم‌برداری برای نمایش روی پردهٔ عریض که در آن از عدسی آنامورفیک استفاده می‌کنند. نسبت عرض و طول پردهٔ نمایش سینما سکوپ، یک به دو و نیم است.
9. سینه راما: سینه راما یکی از پروسه‌های فیلم‌سازی پرده عریض است. در آغاز، سه دوربین و سه پروژکتور به کار می‌رفت تا تصویری زیبا و باورپذیر از موضوع مورد نظر ارائه شود. یک دوربین در وسط و دو دوربین نیز در دست راست و دست چپ قرار می‌گرفت. تصاویر ضبط‌شده به گونه‌ای تلفیق می‌شوند که تصور سه‌بعدی‌بودن را ایجاد می‌کند.
10. سکانس (فصل): هر فیلم از چند بخش (فصل) تشکیل شده که هر بخش یک قسمت از موضوع را بیان می‌کند.
11. سکام: نوعی از سیستم پخش تصاویر ویدئویی که چند سال قبل درایران استفاده می‌شد.
12. شات (برداشت): از لحظه‌ای که دکمه ضبط دوربین شروع می‌شود تا وقتی که قطع می‌شود را یک شات می‌گویند. هر نما (پلان) ممکن است که چند بار برداشت شود. شات واژه‌ای آمریکایی، پلان فرانسوی، و نما ایرانی است. شات کوچکترین واحد ساختمان فیلم است.
13. شات لیست (فهرست برداشت‌ها): در واقع، گزارش کار فیلم‌برداری است که به ترتیب شات‌های برداشت شده را در آن می‌نویسند و توضیح می‌دهند که کدام لحظه از نوارِ فیلم‌برداری‌شده، شامل چه تصویری است.
14. شخصیت اصلی: بازیگر یا شخصیت اصلی در فیلم به فردی گفته می‌شود که مجموعه رویدادها حول محور او اتفاق می‌افتد.
15. شخصیت منفی: شخصیتی است ضد قهرمان. این نوع طبقه‌بندی کردن بازیگران یک فیلم بیشتر در فیلم‌های کلاسیک رواج داشته‌است؛ اما در فیلم‌های مدرن به همهٔ شخصیت‌ها نسبی نگریسته می‌شود و تلاش می‌شود به جای انسان آرمانی، انسان عادی و عرفی تصویر شود.
16. صحنه: یک یا چند نما که در یک مکان واحد اتفاق می‌افتد. صحنه را می‌توان معادل پاراگراف در یک نوشتار دانست.
17. صحنه‌آرا (طراحی صحنه): به هنرمندی گفته می‌شود که با توجه به فضا و حال و هوا و زمان و مکان رویدادهای فیلم تلاش می‌کند فضا را مطابق آنچه مورد نظر کارگردان است طراحی کند.
18. صحنه‌یاب: صحنه‌یاب یا ویزور، دریچه‌ای است که فیلم‌بردار از طریق آن، صحنه را می‌بیند. صحنه‌یاب جدا از دوربین نیز وجود دارد که به کارگردان این امکان را می‌دهد که شخصاً صحنه را زیر نظر بگیرد، زاویهٔ مناسب را برای دوربین پیدا کند یا کار بازیگران را با آن پیگیری کند.
19. صداگذاری پس از فیلم‌برداری: افزودن صدا به تصاویر بعد از فیلم‌برداری و تدوین است که شامل دوبله گفت‌وگوها، موسیقی و جلوه‌های صوتی است.
20. صدای اپتیک: سیگنالی است که در حاشیهٔ نوار فیلم به صورت یک رشته خطوط نوری و زیگزاگ شکل ثبت شده و هنگام نمایش توسط یک چشم الکتریکی به صدا تبدیل می‌شود.
21. صدای استریو فونیک: صدایی که به لحاظ بُعد، عمق و جهت به صدای طبیعی نزدیک است و می‌تواند میزان مشارکت تماشاگر در فیلم را بالا ببرد.
22. صدای دالبی دیجیتال: شکل تکامل‌یافته صدای استریو فونیک است که در این حالت، صدا در شش باند، ضبط و پخش می‌شود.
23. صدای سر صحنه (صدای شاهد): صدابرداری سر صحنهٔ هم‌زمان با فیلم‌برداری است. این شیوه، مشکلات خاص خودش را دارد؛ اما بسیار طبیعی‌تر از شیوهٔ دوبله است که صدابرداری پس از فیلم‌برداری و در استودیو انجام می‌گیرد.
24. صدای واقعی: صدایی که منبع تولید آن در تصویر دیده می‌شود؛ مانند صحبت آدم‌هایی که می‌بینیم.
25. صدای همزمان: صدایی که با کنش‌های درون تصویر هم‌زمان باشد؛ مانند گفت‌وگو و لب زدن بازیگران
26. طراح چهره آرایی (گریمور): هنرمندی که با توجه به ویژگی‌های شخصیتی کاراکترهای موجود در فیلم‌نامه، طرح آرایشی و گریم بازیگران را می‌ریزد.
27. طراح دکور: کسی که براساس داستان و طبق ذهنیت کارگردان، دکورهای فیلم و فضاها و مکان‌های وقوع داستان فیلم را طراحی می‌کند و تحت نظارت او این امکان ساخته می‌شود.
28. طراح صدا: اخیراً با توجه به حجم صداهای مورد نیاز برخی فیلم‌ها در ایران و از دیرباز در سینمای جهان، هنرمندی که در کار مهندسی صدا تخصص دارد با توجه به حجم و نوع صداهای مورد نیاز فیلم و کارگردان، طراحی صدا را برای صدابرداران انجام می‌دهد.
29. عدسی (لنز) :وسیله اپتیکی است که بازتاب پرتوهای نور اشیای جلوی دوربین را در نقطه‌ای خارج از مرکز عدسی - که به آن کانون عدسی می‌گویند - جمع کرده تصویر شیء را تشکیل می‌دهد. لنز موجب وضوح تصویر می‌باشد.
30. عدسی آنا مورفیک: عدسی ویژه‌ای است که در هنگام فیلم‌برداری جلوی دوربین قرار می‌دهند تا میدان دید وسیع‌تری (تقریباً دو برابر حد معمولی) فیلم‌برداری شود.
31. عدسی زاویه بسته (تله): نوعی عدسی که به فیلم‌بردار امکان می‌دهد از موضوع در فاصله‌ای نسبتاً دور، نماهای درشت بگیرد. فاصلهٔ کانونی این نوع عدسی، زیاد بوده و زاویه عدسی، بسته‌است؛ به این ترتیب، بخشی از تصویر دروضوح کامل است.
32. عدسی زاویه باز (واید): نوعی عدسی است که از فاصلهٔ کم می‌تواند حوزه‌های وسیع‌تر از معمول را در تصویر نشان دهد. زاویهٔ این عدسی، باز بوده و فاصلهٔ کانونی آن، کوتاه است؛ در نتیجه، تصویر حاصل، بر خلاف عدسی تله فوتو کاملاً وضوح دارد.
33. عدسی زوم: این عدسی به فیلم‌برداری امکان می‌دهد از یک نمای باز به یک نمای بسته و بر عکس برود بدون اینکه به تغییر محل دوربین، نیاز داشته باشد؛ البته پرسپکتیو در زمان زوم کردن تغییر می‌کند و بعضی از فیلم‌سازان برای نزدیک شدن به سوژه دالی را ترجیح می‌دهند.
34. عدسی ماکرو: این عدسی، زاویه دید نرمال دارد و فاصله کانونی آن، مشابه لنز نرمال است با این تفاوت که به وسیلهٔ این لنز می‌توان از موجودات و اشیای ریز، تصویربرداری کرد و دوربین کاملاً به سوژه، نزدیک شود.
35. عدسی چشم‌ماهی: فاصله کانونی این عدسی، بسیار کوتاه است و زاویه دید بسیار زیادی دارد. دوربین‌های چشمی درب از این نوع هستند.

۱۰۰. عدسی چشمی (منظره‌یاب):عدسی که فیلم‌بردار به وسیلهٔ آن از توی دوربین به صحنه نگاه می‌کند. فیلم‌بردار این عدسی را باید برای چشم خود تنظیم کند.
۱۰۱. عناوین: اسامی دست‌اندرکاران فیلم که در آغاز و پایان فیلم به صورت نوشته می‌آیند.
۱۰۲. فانتزی: نوعی فیلم که رویدادهای آن، گویی در عالم خیال می‌گذرد و تماشاگر در عین باور کردن فیلم، آن را از عالم واقع جدا می‌داند.
۱۰۳. فانتسکوپ: این وسیله توسط «ژوزف پلاکو» بلژیکی در سال ۱۸۳۲ اختراع شد. این وسیله مجموعه‌ای متوالی از تصاویر ثابت و مجزا را - که مربوط به انجام یک فعالیت خاص مانند پرش و اسب‌دوانی… بودند - روی یک لوح (دیسک) شیاردار ثبت می‌کرد. هنگامی که این لوح در برابر آینه به چرخش درمی‌آمد، در تصور تماشای یک تصویر متحرک را ایجاد می‌کرد.
۱۰۴. فاین کات: مرحلهٔ تدوین نهایی که فیلم، ریتم و آهنگ خود را می‌یابد.
۱۰۵. فرم روایی: ارتباط اجزا، ساختمان فیلم از طریق یک رشته رویدادهای علّی و معلولی که در زمان و مکان مشخص اتفاق می‌افتند.
۱۰۶. فریم: به هر قاب یا کادر فیلم یک فریم می‌گویند.
۱۰۷. فلاش‌بک: ارجاع به گذشته یا پس‌نگاه یا بازگشت به گذشته را با قطع نمایش زمان حال روایی فیلم، فلاش‌بک می‌گویند.
۱۰۸. فلاش‌فوروارد: قطع زمان حال داستان فیلم و ارجاع به آینده است.
۱۰۹. فوکوس: به وضوح تصویری در فیلم‌برداری و نیز در نمایش گفته می‌شود؛ به بیان دیگر، تنظیم فاصلهٔ کانونی عدسی نسبت به موضوع در طول فیلم‌برداری یک صحنه را فوکوس می‌گویند.
۱۱۰. فیداین: آشکار شدن تدریجی تصویر در ابتدای نما.
۱۱۱. فیداوت: برعکس فیداین، محو تدریجی تصویر که به آهستگی توی سیاهی می‌رود.
۱۱۲. فیلتر: ورقهٔ نازکی است که رنگ نور را تغییر می‌دهد یا بین رنگ نور و حساسیت فیلم رنگی هماهنگی ایجاد می‌کند.
۱۱۳. فیلمبردار (یا تصویربردار): فردی است که با شناخت عمیق خود از تور، رنگ، لنز دوربین، ترکیب‌بندی تصویری و کارکرد متنوع دوربین، ذهنیت کارگردان رابر روی فیلم ثبت می‌کند.
۱۱۴. فیلم بلند داستانی: بنا بر توافق عمومی، فیلم‌هایی را گویند که زمان آن‌ها بیش از ۷۵ دقیقه است در برابر فیلم کوتاه که حداکثر ۴۰ دقیقه و نیز فیلم نیمه‌بلند که حداکثر ۶۰ دقیقه دارد.
۱۱۵. فیلم چندداستانه: فیلمی که از چند داستان مستقل و در واقع چند فیلم کوتاه تشکیل شده‌است؛ اما دارای یک عنصر ارتباطی مضمونی است. فیلم «دستفروش» به کارگردانی مخملباف، از جمله فیلم‌های چندداستانه یا اپیزود یک است.
۱۱۶. فیلمخانه: محل بایگانی یا آرشیو فیلم‌ها که معمولاً نمایش‌های ویژه‌ای را در برنامهٔ خود دارد.
۱۱۷. فیلم خبری: قبل از اختراع تلویزیون، به فیلم‌های کوتاهی گفته می‌شد که به مسائل روز می‌پرداختند و بیشتر «تأویل موضوعی» مفهوم فیلم خبری بودند. پس از اختراع تلویزیون، به فیلمی گفته می‌شود که مشخصه‌هایی چون دوربین روی دست، صدای سر صحنه و حرکت پرشتاب دوربین و سواره‌ها… را دارد و از موقعیت خبری و اطلاع‌رسانی برخوردار است و معمولاً برای تلویزیون ساخته می‌شود.
۱۱۸. فیلم‌شناسی: شناخت و تحلیل سینما به مثابه پدیده‌ای اجتماعی و فرهنگی که دلالت‌های خاصی دارد.
۱۱۹. فیلم مستند: فیلمی که برداشت از موضوعی واقعی و جاری است.
۱۲۰. فیلمنامه: یا سناریو داستان فیلم به صورت بصری است که کارگردان از روی فیلم‌نامه دکوپاژ اثر را انجام می‌دهد.
۱۲۱. قطع: به عرض نوار که بر اساس میلی‌متر گفته می‌شود؛ برای مثال، فیلم‌های ۳۵ میلی‌متری سینمایی.
۱۲۲. کات: کات به معنی برش را در واژهٔ برش شناختیم، کات همچنین دستوری است که از صحنهٔ فیلم‌بردار ی، کارگردان بعد از برداشت کامل از صحنه یا احیاناً اگر برداشت مطلوب و منظور وی نباشد صادر می‌کند و به معنای توقف کامل فیلم‌برداری است؛ به این معنا که دوربین، صدا و بازی متوقف می‌شود تا با هماهنگی دوباره در زمینهٔ نور، صدا و دوربین و با دستور مجدد کارگردان با کلمه اکشن، دوباره برداشت و بازی آغاز شود.
۱۲۳. کادر (فریم): قاب تصویر را کادر یا فریم می‌گویند. در سینما در هر ثانیه ۲۴ فریم و در تلویزیون ۲۵ فریم نمایش داده می‌شود.
۱۲۴. کارگردان (دایرکتور): کارگردان عنصر خلاق و مدیر اصلی خلق فیلم است و مجموعه عوامل فیلم با هدایت وی وظایفشان را با هماهنگی انجام می‌دهند. مهم‌ترین وظیفهٔ کارگردان، انتخاب درست بازیگران، دکوپاژ صحیح و بازی گرفتن درست از بازیگران است.
۱۲۵. کپی‌کار: نسخهٔ مثبت و نه چندان باکیفیت فیلم که با تدوین سردستی آن، تدوین‌گر، صداگذار، طراح جلوه‌های صوتی و تصویر و سایر نیروهای فیلم با آن کار می‌کنند و حکم یک علامت راهنما را دارد. همچنین کارگردان و تهیه‌کننده از کپی‌کار برای بازبینی روزانهٔ فیلم هم استفاده می‌کنند.
۱۲۶. کلاکت: تخته‌ای است که اطلاعات تصویر، مانند نام فیلم، شماره سکانس، شماره صحنه، شماره پلان و شماره برداشت را روی آن می‌نویسند و جلوی دوربین نگه می‌دارند. بعداً در مرحلهٔ تدوین از اطلاعات نوشته‌شده بر تخته برای مرتب کردن نماها بر حسب سناریو و نیز در مرحلهٔ صداگذاری از صدای تقه (یا بیب) کلاکت برای سینک‌کردن باند صدا با تصویر استفاده می‌شود.
۱۲۷. کالر بار: صفحه‌ای که ستون‌های رنگی دارد و برای تست رنگ مانیتور استفاده می‌کنند. وقتی که با صدای سوت همراه باشد Bar&Tone برای تست صدا هم به کار می‌رود.
۱۲۸. کلوین (درجه رنگ نور): میزان درجه حرارت رنگ نور را گویند.
۱۲۹. کرین: نوعی جرثقیل که دوربین بر آن سوارشده و حرکات عمودی و مورب و پیچیده‌ای را انجام می‌دهد.
۱۳۰. کنتراست: به مفهوم برجسته نمودن یا ایجاد اختلاف نوری بین اشیا یا فضاهای فیلم برای تأثیرگذاری و بالابردن جلوهٔ بصری فیلم است . کنتراست بالا از ویژگی‌های فیلم‌های اکسپرسیونیستی و فیلم‌های سیاه یا نوآر به‌شمار می‌آید.
۱۳۱. کینه توگراف: اولین دوربین فیلم‌برداری که در سال ۱۸۹۱ توسط ادیسون اختراع شد.
۱۳۲. گفتار یا نریشن: صدای روی فیلم را گویند که گوینده و منبع آن دیده نمی‌شود.
۱۳۳. گفت‌وگو: صحبت‌های یک یا چند بازیگر با هم در صحنه را گویند.
۱۳۴. لوکیشن: لوکیشن به محل فیلم‌برداری که خارج از استودیو باشد گفته می‌شود.
۱۳۵. مانیتور: تلویزیونی که تصویر خروجی را نشان می‌دهد.
موشن: هر نوع حرکت فیلم یا عکس یا نوشته روی صفحه.
مچ کات: اتصال صحنهٔ بعدی با صحنهٔ قبلی به‌طوری‌که با هم جور باشند.
ملودرام: به هر فیلمی که دارای ابعاد عاطفی است گفته می‌شود؛ البته ملودرام گاه دارای پیرنگ‌های سیاسی یا اجتماعی نیز هست.
منشی صحنه: کسی است که جزئیات هر نما از قبیل شمارهٔ سکانس و نما، لباس و آرایهٔ بازیگران، وضعیت اشیای صحنه، جهت نگاه و حرکت بازیگران، موقعیت آن‌ها در صحنه و کلاً نقشهٔ دقیق هر صحنه با تمام اجزایش را یادداشت می‌کند تا در تداوم فیلم‌برداری - که معمولاً بر اساس تداوم صحنه‌های سناریو صورت می‌گیرد - صحنه‌های مرتبط به هم به گونه‌ای درست برداشت شوند و در هنگام تدوین، مشکلات ارتباط صحنه‌ها و نماهای تداومی ایجاد نشود.
موسیقی متن: موسیقی ویژه‌ای که برای فیلم با توجه به مشخصه‌های مضمونی و ساختاری آن توسط آهنگ‌ساز نوشته می‌شود.
مونولوگ (تک‌گویی): گفت‌وگو با خود که نقطهٔ مقابل دیالوگ یعنی گفت‌وگو با یکدیگر است.
موویلا: میزی که روی آن فیلم ۳۵ یا ۱۶ میلی‌متری برش و تدوین می‌شود. این میز دارای صفحهٔ نمایشگری است که راش‌ها را نشان می‌دهد تا متصدی تدوین بتواند براساس آن کار کند. در کارهای ویدئویی و دیجیتالی، باکس تدوین نامیده می‌شود.
میزانسن: چیدن عناصر جلوی دوربین فیلم‌برداری از قبیل بازیگران و حرکت دوربین.
میکس کردن: در دو حالت کاربرد دارد: اول، ترکیب چند تصویر با هم یا انتخاب تصویر نهایی از سوی کارگردان تلویزیونی که از سوی چند دوربین به دستگاه میکس می‌آید. دوم، ترکیب باندهای سه‌گانه و چندگانه گفت‌وگوی بازیگران، صدای محیط افکت و موسیقی را با هم به صورت یک باند و صدای واحد می‌گویند.
نئورئالیسم: نئورئالیسم معرف نوعی سینمای مردمی است که اوج آن در ایتالیا است. در واقع، نئورئالیسم در هر کشوری به این معناست که با حفظ اصالت و پایبندی به واقع‌گرایی، باید از تمام ظرفیت هنری و تکنیکی یک رسانهٔ هنری، به ویژه سینما بهره گرفت. آغازگران سینمای نئورئالیسم در ایتالیا بزرگانی همچون: «دیسکا» و «ویسکونتی» بودند.
نگاتیو: فیلم منفی، در فیلم‌های عکاسی و سینمایی در حین فیلم‌برداری و عکاسی از این نوع فیلم استفاده می‌کنند.
نما: همان کلمه پلان یا شات است؛ منظره نیز گفته می‌شود.
نمای از روی شانه (Over shoulder): نمایی که در آن دوربین از بالای شانه و پشت یکی از دو طرف گفت‌وگو، صورت دیگری را نشان می‌دهد. این نما بیشتر در صحنه‌های گفت‌وگو به کار می‌رود.
نمای تعقیبی: نمایی است که همگام با حرکات موضوع، آن را در کادر می‌گیرد؛ به بیان دیگر، سوژهٔ فیلم‌برداری در این نما تعقیب می‌شود.
نمای تمام قد، لانگ شات: نمایی است که در آن، سرتاپای پیکر در کادر گرفته شود. ممکن است این پیکر، جسم یا انسان باشد.
نمای خیلی درشت (اکستریم کلوز آپ): نمایی که از اجزای یک شی در فاصلهٔ بسیار نزدیک گرفته می‌شود؛ مثل نمای چشم.
نمای خیلی دور (اکستریم لانگ شات): نمایی بسیار دور از یک موضوع به شکلی که تمام اشیای پیرامون آن به صورت ریز در کادر باشد.
نمای دور (لانگ شات): نمایی که مانند نمای تمام‌قد است و مقداری از پیرامون آن نیز آشکار است.
نمای دونفره (توشات): نمایی که در آن نیم‌تنهٔ دو نفر در کادر باشد.
نمای شلوغ (کرودشات): نمایی است که پر از جمعیت آدم‌هاست و بیشتر در فیلم‌های حماسی یا تاریخی به کار می‌رود.
نمای شیشه‌ای (گلاس‌شات): گلاس‌شات یکی از ترفندهای سینمایی است؛ بدین ترتیب که بخشی از صحنه، روی شیشه، نقاشی می‌شود و بعد، از آن، فیلم‌برداری می‌کنند؛ مثلاً فیلم پل قدیمی که بخشی از آن تخریب شده و قرار است شکلِ قبل از خرابی آن، ابتدا نشان داده شود، با نقاشی روی شیشه کامل می‌شود و بعد از آن فیلم‌برداری می‌کنند.
نمای کرین: نمایی که با دوربین روی کرین (جرثقیل ویژه) گرفته می‌شود. به نمای کرین، نمای جرثقیلی نیز گفته می‌شود.
نمای لایی (اینسرت): نمایی درشت از جزئیات یک شیء که موقعیت خاصی در روند قصه دارد؛ مثل کلید، تلفن… .
نمای نزدیک (کلوز آپ): نمایی درشت و نزدیک از چهره را می‌گویند.
نمای دیدگاه (P.O.V): نمایی است که صحنه را از دیدگاه یا دریچهٔ دید یکی از شخصیت‌های فیلم نشان می‌دهد.
نمای واکنشی: به نمایی گفته می‌شود که قبل از دیده شدن رویداد، تأثیرات آن را در چهره و رفتار شخصیت‌های فیلم می‌بینیم.
نریشن: صدای گوینده که روی تصاویر مستند پخش می‌شود و موضوع رو دنبال می‌کند.
نور اصلی (کی لایت): منبع نوری است که حین فیلم‌برداری از صحنه، از آن بهره می‌گیرند؛ شدت آن بیشتر از بقیه نورهاست و جهت نور صحنه را تعیین می‌کند.
نور پایین: نوری که از پایین به چهرهٔ بازیگران به ویژه در فیلم‌های ترسناک، تابانده می‌شود.
نورپردازی: نورپردازی یکی از اصلی‌ترین کارهایی است که پیش از فیلم‌برداری انجام می‌گیرد. طراحی نور، متناسب با نوع صحنه، صورت می‌گیرد و دیدگاه هنری طراح نور با مشارکت فیلم‌بردار و کارگردان اجرا می‌شود.
نورپردازی سایه‌روشن: نورپردازی ویژه‌ای که تاریکی و نماهای سایه‌دار در آن، برجسته است. این نوع نورپردازی، بیشتر در گونهٔ فیلم ترسناک و سیاه یا نوآور برای القای حس دلهره به کار می‌رود.
نور تنگستن: نوری است که به وسیله منبع الکتریکی (نور مصنوعی) لامپ تنگستن روشن شود. قرمزی این نور بیشتر است و درجه حرارت آن ۳۴۰۰ کلوین می‌باشد.
نور روز (دی لایت): نوری است که از منبع خورشید، به طور مستقیم یا غیرمستقیم به صحنه بتابد. کلوین نور روز ۵۶۰۰ است.
نور پشت (بک لایت): نوری است که از بالای صحنه برای جداسازی موضوع از پس‌زمینه تابانده می‌شود.
نورپردازی سه‌نقطه‌‌ای: نورپردازی در فیلم‌ها معمولاً از سه جهت صورت می‌گیرد: نور پشتی که از پشت موضوع تابانده شده، نور اصلی و نیز یک نور ضعیف‌تر برای پوشاندن سایه‌ها.
نور فرعی (فیل لایت): (نور مکمل) نوری است که نسبت به نور اصلی، ضعیف است و برای پوشش دادن سایه‌ها و نیز نقاطی که نور اصلی آن‌ها را پوشش نداده به کار می‌رود.
نور موجود: نور طبیعی محیط را می‌گویند.
نور موضعی: نوعی نورافکن که از پشت عدسی نور را در محلی متمرکز می‌کند.
نوفه: معادل فارسی کلمه آمبیانس است که عبارت است از صدای محیط.
وایپ (جاروکردن): وایپ به جلوه‌ای تصویری گفته می‌شود که طی آن با حرکت خطی مشخصی، صحنهٔ قبلی تدریجاً جای خود را به صحنهٔ بعدی می‌دهد. وایپ از شیوه‌های قدیمی نقطه‌گذاری سینمایی است و امروزه کمتر از آن استفاده می‌شود.
وله: تصاویر میان برنامه که با موسیقی همراه است و معمولاً برای جداکردن بخش‌های یک برنامه ترکیبی و ایجاد تنفس اجرا می‌شود و مدتش از ۳۰ ثانیه بیشتر است.
وضوح (فکوس): منظور، وضوح تصویر است و نقطه‌مقابل آن، تار می‌باشد. وضوح تصویر از طریق حلقه روی لنز تنظیم می‌شود.
ویزور (منظره‌یاب) :همان عدسی چشمی می‌باشد و در دوربین‌های امروزی دیجیتالی، علاوه بر ویزور، صفحه مانیتور نیز جهت راحتی کار تعبیه شده‌ است.
هنری: صفتی است برای آثار یا بازیگران شاخصی که برگزیده و گزیده کارند. مشخصه اصلی آن‌ها اندیشه‌ورزی و اندیشه‌سازی است.
یک‌پارچگی: بیانگر میزان و درجهٔ ارتباط عناصر و اجزای مختلف فیلم است که در خدمت بیان موضوع است و تأثیرگذاری‌اش بیشتر است.
1. ↑  https://vajehyab.com/?q=%D9%BE%D8%B1%D8%B3%D9%86%D8%A7%DA%98